# بيو (محافظة)
محافظة بيو (بيو غون) هي محافظة تقع في مقاطعة تشنغتشونغ الجنوبية، كوريا الجنوبية.

## المناخ
يظهر الجدول التالي التغييرات المناخية على مدار السنة لبيو:
| البيانات المناخية لـبيو                                                       | البيانات المناخية لـبيو | البيانات المناخية لـبيو | البيانات المناخية لـبيو | البيانات المناخية لـبيو | البيانات المناخية لـبيو | البيانات المناخية لـبيو | البيانات المناخية لـبيو | البيانات المناخية لـبيو | البيانات المناخية لـبيو | البيانات المناخية لـبيو | البيانات المناخية لـبيو | البيانات المناخية لـبيو | البيانات المناخية لـبيو |
| الشهر                                                                         | يناير                   | فبراير                  | مارس                    | أبريل                   | مايو                    | يونيو                   | يوليو                   | أغسطس                   | سبتمبر                  | أكتوبر                  | نوفمبر                  | ديسمبر                  | المعدل السنوي           |
| ----------------------------------------------------------------------------- | ----------------------- | ----------------------- | ----------------------- | ----------------------- | ----------------------- | ----------------------- | ----------------------- | ----------------------- | ----------------------- | ----------------------- | ----------------------- | ----------------------- | ----------------------- |
| الدرجة القصوى °م (°ف)                                                         | 17.0 (62.6)             | 20.2 (68.4)             | 25.3 (77.5)             | 30.7 (87.3)             | 33.3 (91.9)             | 34.7 (94.5)             | 37.7 (99.9)             | 37.3 (99.1)             | 34.1 (93.4)             | 30.5 (86.9)             | 25.9 (78.6)             | 18.2 (64.8)             | 37.7 (99.9)             |
| متوسط درجة الحرارة الكبرى °م (°ف)                                             | 3.9 (39.0)              | 6.8 (44.2)              | 12.2 (54.0)             | 19.2 (66.6)             | 24.1 (75.4)             | 27.8 (82.0)             | 29.7 (85.5)             | 30.7 (87.3)             | 26.8 (80.2)             | 21.3 (70.3)             | 13.6 (56.5)             | 6.7 (44.1)              | 18.6 (65.5)             |
| المتوسط اليومي °م (°ف)                                                        | −1.9 (28.6)             | 0.4 (32.7)              | 5.3 (41.5)              | 11.7 (53.1)             | 17.3 (63.1)             | 21.9 (71.4)             | 25.0 (77.0)             | 25.5 (77.9)             | 20.4 (68.7)             | 13.5 (56.3)             | 6.6 (43.9)              | 0.5 (32.9)              | 12.2 (54.0)             |
| متوسط درجة الحرارة الصغرى °م (°ف)                                             | −7.0 (19.4)             | −5.0 (23.0)             | −0.7 (30.7)             | 4.8 (40.6)              | 11.3 (52.3)             | 17.0 (62.6)             | 21.5 (70.7)             | 21.5 (70.7)             | 15.5 (59.9)             | 7.4 (45.3)              | 1.0 (33.8)              | −4.5 (23.9)             | 6.9 (44.4)              |
| أدنى درجة حرارة °م (°ف)                                                       | −22.1 (−7.8)            | −16.6 (2.1)             | −12.5 (9.5)             | −5.5 (22.1)             | 0.4 (32.7)              | 6.8 (44.2)              | 13.0 (55.4)             | 11.2 (52.2)             | 3.2 (37.8)              | −3.6 (25.5)             | −11.2 (11.8)            | −17.6 (0.3)             | −22.1 (−7.8)            |
| الهطول مم (إنش)                                                               | 28.8 (1.13)             | 34.1 (1.34)             | 56.1 (2.21)             | 76.1 (3.00)             | 99.2 (3.91)             | 166.2 (6.54)            | 319.6 (12.58)           | 283.0 (11.14)           | 152.3 (6.00)            | 53.1 (2.09)             | 53.2 (2.09)             | 27.4 (1.08)             | 1٬349٫2 (53.12)         |
| متوسط أيام هطول الأمطار (≥ 0.1 mm)                                            | 7.6                     | 6.2                     | 7.8                     | 7.3                     | 7.7                     | 9.0                     | 13.9                    | 13.0                    | 8.4                     | 5.7                     | 8.3                     | 8.3                     | 103.2                   |
| متوسط الأيام المثلجة                                                          | 7.8                     | 4.9                     | 1.8                     | 0.1                     | 0.0                     | 0.0                     | 0.0                     | 0.0                     | 0.0                     | 0.1                     | 2.2                     | 6.2                     | 22.8                    |
| متوسط الرطوبة النسبية (%)                                                     | 73.0                    | 69.0                    | 66.9                    | 65.2                    | 69.3                    | 74.2                    | 81.1                    | 79.7                    | 77.1                    | 74.7                    | 73.9                    | 75.1                    | 73.3                    |
| ساعات سطوع الشمس الشهرية                                                      | 179.2                   | 187.9                   | 223.9                   | 245.1                   | 256.2                   | 229.0                   | 195.4                   | 220.8                   | 212.9                   | 220.6                   | 169.9                   | 167.7                   | 2٬518٫6                 |
| نسبة وصول أشعة الشمس                                                          | 57.8                    | 61.3                    | 60.4                    | 62.3                    | 58.7                    | 52.4                    | 43.9                    | 52.7                    | 57.1                    | 63.1                    | 55.2                    | 55.6                    | 56.6                    |
| المصدر: Korea Meteorological Administration (percent sunshine and snowy days) |                         |                         |                         |                         |                         |                         |                         |                         |                         |                         |                         |                         |                         |

## أعلام
- إي وون جونغ

## وصلات خارجية
- الموقع الإلكتروني للمحافظة